# Émilie Banzet
Pour les articles homonymes, voir Banzet.
Émilie Banzet (1853-1941) est une institutrice et missionnaire protestante française.

## Biographie
Fille du pasteur protestant Henri Conservé Banzet, Émilie Banzet naît le 10 janvier 1853 à Bussurel, hameau de Héricourt. Elle fait des études d'institutrice en Allemagne, en Écosse puis en France. Après avoir passé le brevet supérieur, elle entre au cours protestant de jeunes filles de Montbéliard, où elle enseigne et qu'elle codirige avec sa sœur Sophie.
Convaincue par le pasteur Charles Viénot, elle part en 1885 à Papeete au titre de la Société des missions évangéliques de Paris. Elle y dirige l'école protestante de jeunes filles et crée une école maternelle mixte. Brièvement de retour en France en 1891 et 1905, elle recrute sa sœur et Émilie Debrie comme institutrices. Grâce à cet afflux de femmes dans les rangs de la SMEP, celles-ci sont admises à la conférence missionnaire. Elle présente la première tahitienne, Tupu a Maruhi, au brevet spécial pour l'enseignement du français dans les écoles tahitiennes, suivie d'autres. En 1918, elle s'engage auprès des victimes de la grippe espagnole parmi les soldats tahitiens revenus malades. En 1931, elle prend sa retraite tout en continuant ses activités.
Elle meurt à Papeete le 6 décembre 1941, où elle repose.

## Décorations
- Chevalier des Palmes académiques (1902)[1].
- Médaille de bronze des épidémies (1918)[1].
- Chevalier de la Légion d'honneur (1932)[1].